# Tomlee Bay
Tomlee Bay – zatoka (ang. bay) zatoki Spry Bay w kanadyjskiej prowincji Nowa Szkocja, w hrabstwie Halifax; nazwa urzędowo zatwierdzona 5 marca 1953.